# Jacques Kossowski
Jacques Kossowski (n. 11 octombrie 1940, Paris, Franța sub ocupație nazistă) este un politician francez și primar al orașului Courbevoie de pen 25 iunie 1995 .

## Biografie
El îl sprijină pe Philippe Juvin, primarul orașului La Garenne-Colombes ( LR ) pentru alegerile legislative din 2022. El a câștigat circumscripția cu 38,00% din voturi în turul doi împotriva lui Aurélie Taquillain, fostul viceprimar al orașului Courbevoie (Jacques Kossowski), investit de La République en Marche, partidul prezidențial.